# یواس‌اس وود (دی‌دی-۳۱۷)

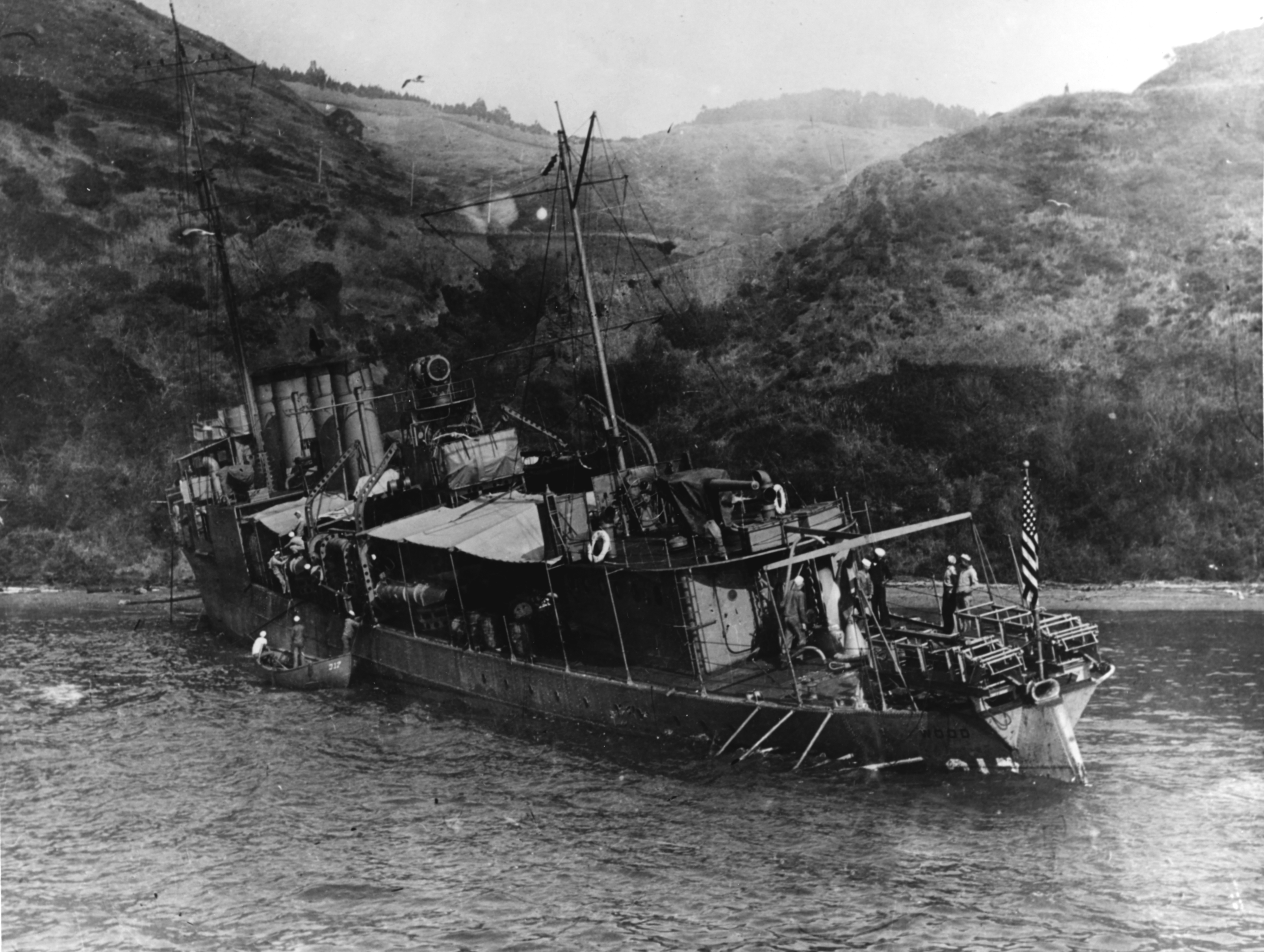
یو اس اس وود در ۱۹۲۰

یواس‌اس وود (دی‌دی-۳۱۷) (به انگلیسی: USS Wood (DD-317)) یک کشتی بود که طول آن ۹۵٫۸۱ متر (۳۱۴٫۳ فوت) بود. این کشتی در سال ۱۹۱۹ ساخته شد.